# Benedict Calvert (baron)
Benedict Leonard Calvert 4. baron Baltimore (ur. 21 marca 1679, zm. 16 kwietnia 1715 w Epsom) – angielski arystokrata i polityk. Pełnił funkcję kolonialnego gubernatora prowincji Maryland.